# 白川町 (名古屋市)
白川町（しらかわちょう）は、愛知県名古屋市中区の地名。

## 地理
東は末広町、西は南桑名町筋、南は日出町・南桑名町、北は八百屋町・横三ツ蔵町に接していた。

### 学区
- 中学校 - 名古屋市立丸の内中学校
- 小学校 - 名古屋市立栄小学校[5][6]

### 人口
国勢調査による人口の推移
| 1950年（昭和25年） | 0人  |  | （「アメリカ村」191人） |  |
| 1955年（昭和30年） | 50人 |  | （「アメリカ村」121人） |  |
| 1960年（昭和35年） | 53人 |  |                         |  |
| 1965年（昭和40年） | 58人 |  |                         |  |

## 歴史

### 地名の由来
付近を流れていた紫川に由来する。紫川は清流に戻ることを願い、明治に白川と名称を改めている。

### 沿革
- 前身である光明寺町はその名の通り、同名の寺院に由来する町人町であった[8]。また、石切町は南寺町とも称される地域であり、竹藪が開発され元治元年（1658年）に町家となった町であった[8]。
- 明治4年 - 光明寺町および石切町を併せ、愛知郡白川町として成立[1]。
- 1878年（明治11年）12月28日 - 名古屋区成立に伴い、同区白川町となる[1]。
- 1889年（明治22年）10月1日 - 名古屋市成立に伴い、同市白川町となる[1]。
- 1908年（明治41年）4月1日 - 中区成立に伴い、同区白川町となる[1]。
- 1944年（昭和19年）2月11日 - 栄区成立に伴い、同区白川町となる[1]。
- 1945年（昭和20年）11月3日 - 栄区廃止に伴い、中区白川町となる[1]。
- 1963年（昭和38年）3月20日 - 入江町・日出町・南桑名町・南長島町・南伏見町・八百屋町・横三ツ蔵町の各一部を編入する[1]。また、一部が鉄砲町に編入される[9]。
- 1966年（昭和41年）3月30日 - 1丁目から5丁目が栄二丁目に編入される[8][9]。
- 1969年（昭和44年）10月21日 - 5丁目が大須二丁目に編入され、消滅[8][2]。